# هامفری بوگارت
هامفری دی‌فارست بوگارت (انگلیسی: Humphrey DeForest Bogart) با نام مستعار بوگی (Bogey/Bogie)(۲۵ دسامبر ۱۸۹۹ – ۱۴ ژانویه ۱۹۵۷)، هنرپیشه اهل آمریکا بود که به واسطه نقش آفرینی‌های درخشانش در اواخر دهه ۱۹۳۰ و در دهه‌های ۱۹۴۰ و ۱۹۵۰ جایگاهی افسانه‌ای در تاریخ سینما دارد و به عنوان یکی از بهترین بازیگران تاریخ سینما یاد می‌شود.

## زندگی
هامفری بوگارت در ۲۵ دسامبر ۱۸۹۹ در نیویورک متولد شد. او فرزند ارشد «بلمونت دی‌فارست بوگارت» و «ماد هامفری» بود. بلمونت و ماد در ژوئن ۱۸۹۸ ازدواج کردند. بوگارت یک نام هلندی به معنی «باغ میوه» است. پدر او جراح قلب و مادرش تصویرساز مجله و طراح و تصویرگر آگهی‌های تجاری و یکی از طرفداران افراطی برای حق رأی زنان بود. هامفری با مذهب مادرش که یک پیرو مذهب اسقفی بود، بزرگ شد. بوگارت دوران کودکی خود را در نیویورک و در مدرسه ترینیتی سپری کرد و برای ادامه تحصیل در رشته پزشکی به آکادمی فیلیپس در آندورا رفت اما پس از مدتی از آن‌جا اخراج شد و به ارتش پیوست. بوگارت در طول خدمت هیچ‌گاه در نبردی شرکت نداشت. او بر اثر حمله نهنگ، دچار جراحت شد و همین امر موجب ایجاد اختلال در راه رفتن و حرف زدن او شد.
از سال ۱۹۲۰ تا ۱۹۲۲ در شرکت نمایش یکی از بستگانش (ویلیام برادی) به نام استودیوی فیلم‌برداری به عنوان مدیر صحنه فعالیت داشت. در ۱۹۳۰ با شرکت فاکس قرن بیستم قراردادی بسته و برای اولین بار در فیلم کوتاه ۱۰ دقیقه‌ای آن‌طوری‌های خیابان برادوی با روث اتینگ و جون بلوندل همبازی شد. قرارداد او با فاکس تنها دو سال ادامه داشت و از آن پس تا ۵ سال در فیلم‌های نازلی ظاهر شد. تا اینکه در سال ۱۹۳۶ با فیلم جنگل سنگی خود را تثبیت کرد و این مقدمه همکاری نسبتاً طولانی مدت و موفقیت‌آمیز او با شرکت برادران وارنر شد.
از سال ۱۹۳۶ تا ۱۹۴۰ در ۲۸ فیلم ظاهر شد که اکثر آن‌ها گانگستری و تنها ۲ مورد در ژانر وسترن بود. حضور در فیلم‌های شاهین مالت در نقش سم اسپید و به کارگردانی جان هیوستون و کازابلانکا از مایکل کورتیز از جمله چشمگیرترین نقش آفرینی‌های بوگارت محسوب می‌شود. بوگارت در سال ۱۹۵۱ برای بازی در ملکه آفریقایی برنده جایزه اسکار و در سال‌های ۱۹۴۲ و ۱۹۵۴ برای فیلم‌های کازابلانکا و شورش کین نامزد کسب این جایزه شد.
بوگارت در اکثر فیلم‌هایش در نقش مردانی خوش‌گذران، خوش‌پوش و در عین حال دلیر و باهوش ظاهر شد و همین امر در جذاب‌تر شدن شخصیت او تأثیرگذار بود.

## ازدواج‌ها

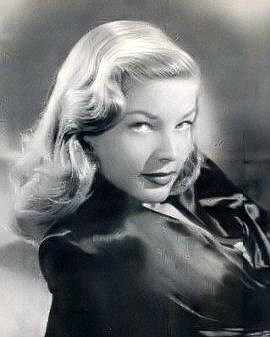
لورن باکال، همسر هامفری بوگارت

او در مدت حیات خود و از سال ۱۹۲۷ چهار بار ازدواج کرد که سه بار آن به طلاق انجامید. هلن منکن، ماری فیلیپس و میو مثو زنانی بودند که از او جدا شدند. لورن باکال همسر آخر او بود که از سال ۱۹۴۵ تا هنگام مرگ وی (۱۴ ژانویه ۱۹۵۷) با او همراه بود. حاصل این ازدواج نیز دو فرزند دختر و پسر بود. پسر او استفان در ۱۹۹۶، کتاب زندگی‌نامه هامفری بوگارت را به نام در جستجوی پدرم: زندگینامه هامفری بوگارت به چاپ رساند.

## مرگ
در میانه‌های دهه ۱۹۵۰، وضعیت سلامت بوگارت رو به وخامت نهاد. او که پس از امضای قرارداد طولانی مدت با برادران وارنر با لبخندی بر لب گفته بود: «این قرارداد تا هنگامی ادامه خواهد داشت که موها و دندان‌هایش بریزد»، به دلیل مصرف بیش از حد سیگار به سرطان مری دچار شد. بوگارت تا مدت‌ها از بیماری اش سخن نگفت و کم اشتهایی و کاهش وزن را ندیده گرفت. در سال ۱۹۵۶، سرانجام راضی به انجام معاینات پزشکی شد که برای جلوگیری از بیماری بسیار دیر شده‌بود. پزشکان معالج او، مری، دو غده لنفاوی و یک دنده او را خارج کردند و تحت شیمی‌درمانی قرار دادند. درحالی که بیماری به همه بدن او دست اندازی کرده‌بود. در بستر بیماری او اسپنسر تریسی، فرانک سیناترا و کاترین هپبورن از عیادت کنندگان ثابت بودند. بوگارت که وزنش به حدود هشتاد پوند تقریباً معادل سی و شش کیلوگرم، کاهش پیدا کرده بود در حالی که به تازگی پنجاه و هفت ساله شده بود، درگذشت. در مصاحبه‌ای بعد از مرگ بوگارت، کاترین هپبورن، آخرین دیدار خود و اسپنسر تریسی با بوگارت را این گونه شرح داد: 
«اسپنس دست روی شونه بوگی گذاشت و گفت: شب به خیر بوگی. بوگارت چشماش رو به سمت اسپنس برگردوند بوسه آرامی بر دست اسپنس زد و گفت: خداحافظ اسپنس. قلب اسپنس ایستاد. بالاخره فهمیده بود.»

## گزیده فیلم‌شناسی

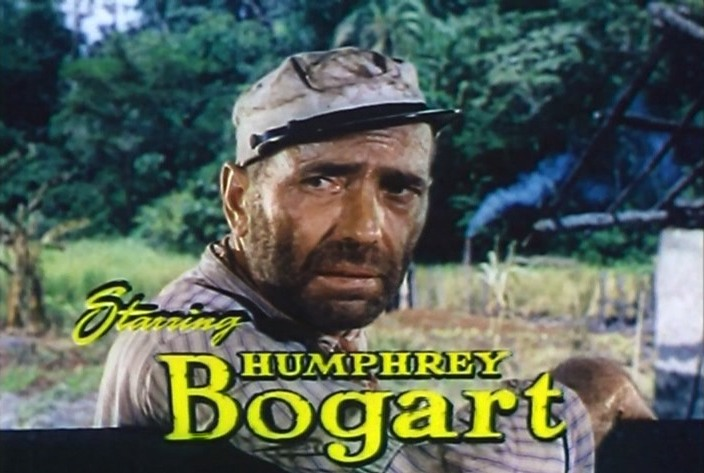
ملکه آفریقایی

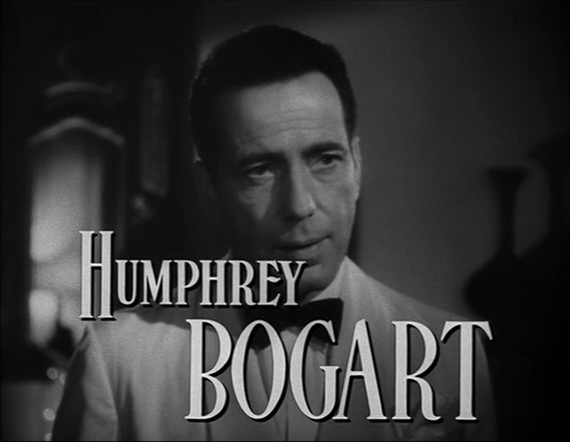
بوگارت در فیلم کازابلانکا

| عنوان فیلم                   | کارگردان          | سال ساخت |
| ---------------------------- | ----------------- | -------- |
| جنگل سنگی                    | آرچی مایو         | ۱۹۳۶     |
| اومالی بزرگ                  | ویلیام دیترله     | ۱۹۳۷     |
| فرشتگانی با چهره‌های کثیف     | مایکل کورتیز      | ۱۹۳۸     |
| مدرسه جنایت                  | لوئیس سایلر       | ۱۹۳۸     |
| سلطان تبهکاران               | لوئیس سایلر       | ۱۹۳۹     |
| شاهین مالت                   | جان هیوستون       | ۱۹۴۱     |
| سراسر شب                     | وینسنت شرمن       | ۱۹۴۲     |
| از میان اقیانوس آرام         | جان هیوستون       | ۱۹۴۲     |
| کازابلانکا                   | مایکل کورتیز      | ۱۹۴۳     |
| صحرا                         | زولتان کوردا      | ۱۹۴۳     |
| داشتن و نداشتن               | هاوارد هاکس       | ۱۹۴۴     |
| گذرگاهی به سوی مارسی         | مایکل کورتیز      | ۱۹۴۴     |
| خواب ابدی                    | هاوارد هاکس       | ۱۹۴۶     |
| گذرگاه تاریک                 | دلمر دیوز         | ۱۹۴۷     |
| گنج‌های سیرا مادره            | جان هیوستون       | ۱۹۴۸     |
| کی لارگو                     | جان هیوستون       | ۱۹۴۸     |
| ملکه آفریقایی                | جان هیوستون       | ۱۹۵۱     |
| حد مکانی، آمریکا             | ریچارد بروکس      | ۱۹۵۲     |
| شیطان را بران                | جان هیوستون       | ۱۹۵۳     |
| سابرینا                      | بیلی وایلدر       | ۱۹۵۴     |
| کنتس پابرهنه                 | جوزف ال. منکیه‌ویچ | ۱۹۵۴     |
| شورش کین                     | ادوارد دمیتریک    | ۱۹۵۴     |
| ما فرشته نیستیم              | مایکل کورتیز      | ۱۹۵۵     |
| ساعات ناامیدی                | ویلیام وایلر      | ۱۹۵۵     |
| دست چپ خدا                   | ادوارد دمیتریک    | ۱۹۵۵     |
| هرچه قوی‌تر، سخت‌تر زمین‌می‌خوری | مارک رابسون       | ۱۹۵۶     |

## جوایز و افتخارات
| سال  | جایزه       | رشته                      | بخاطر فیلم    |
| ---- | ----------- | ------------------------- | ------------- |
| ۱۹۵۱ | جایزه اسکار | بهترین بازیگر نقش اول مرد | ملکه آفریقایی |

- مؤسسه فیلم آمریکا در سال ۱۹۹۹، او را در رده اول برترین هنرپیشگان مرد تاریخ سینما قرار داد